# Albert Popwell
Albert Popwell (* 15. Juli 1926 in New York; † 9. April 1999 in Los Angeles) war ein US-amerikanischer Schauspieler und Tänzer.

## Leben
Popwell hatte bereits im Alter von 16 Jahren sein Broadway-Debüt in The Pirate. Er spielte in verschiedenen Broadway-Produktionen bis Mitte der 1960er Jahre, teils als Tänzer, teils als Schauspieler. Danach begann er seine Karriere als Film- und Fernsehschauspieler zunächst mit Gastrollen in Fernsehserien. 1968 stand er erstmals neben Clint Eastwood vor der Filmkamera, als er in Coogans großer Bluff eine Nebenrolle spielte. Bis auf den letzten Teil der Serie trat er in allen Dirty-Harry-Filmen auf. Im ersten Teil der Filmreihe wurde Popwell nicht im Abspann genannt; er ist jedoch als der Bankräuber, den Clint Eastwood zu Beginn des Films mit vorgehaltener Waffe mit den Worten Do you feel lucky, punk? herausfordert, Teil der bekanntesten Szene der Reihe. Auch in den nächsten beiden Teilen der Reihe war er als Gangster zu sehen, bevor er in Dirty Harry kommt zurück dessen Partner spielte. Bekanntheit erlangte Popwell in den 1970er Jahren durch seine Rolle des Matthew Johnson in den Blaxploitation-Filmen Ein Fall für Cleopatra Jones und Cleopatra Jones gegen die Drachenlady.
Daneben war Popwell zwischen den 1960er und 1980er Jahren in verschiedenen Serienformaten zu sehen, unter anderem in Gastrollen in Die Straßen von San Francisco, Simon & Simon und Das A-Team. Zudem trat er in der Miniserie Roots – Die nächsten Generationen auf. Sein Schaffen für Film und Fernsehen umfasst rund 70 Produktionen.

## Filmografie (Auswahl)

### Film
- 1968: Coogans großer Bluff (Coogan's Bluff)
- 1971: Dirty Harry
- 1972: Auf leisen Sohlen kommt der Tod (Fuzz)
- 1973: Calahan (Magnum Force)
- 1973: Der große Coup (Charley Varrick)
- 1973: Ein Fall für Cleopatra Jones (Cleopatra Jones)
- 1975: Cleopatra Jones gegen die Drachenlady (Cleopatra Jones and the Casino of Gold)
- 1976: Der Unerbittliche (The Enforcer)
- 1978: Die Buddy Holly Story (The Buddy Holly Story)
- 1983: Dirty Harry kommt zurück (Sudden Impact)

### Fernsehen
- 1967: Daktari
- 1970: Mannix
- 1970: Ein Sheriff in New York (McCloud)
- 1974: Make-up und Pistolen (Police Woman)
- 1974: Columbo: Meine Tote – Deine Tote (A Friend in Deed)
- 1974: Kojak – Einsatz in Manhattan (Kojak)
- 1975: Die Straßen von San Francisco (The Streets of San Francisco)
- 1979: Roots – Die nächsten Generationen (Roots: The Next Generations)
- 1979: Quincy (Quincy M.E.)
- 1980: Barnaby Jones
- 1981: Simon & Simon
- 1983: Das A-Team (The A-Team)
- 1986: Magnum (Magnum, P.I.)

## Broadway (Auswahl)
- 1944: The Pirate
- 1946: Hickory Stick
- 1949: Finian's Rainbow
- 1957: Mr. Wonderful
- 1959: Golden Boy
- 1960: The Body Beautiful